# Louise Narboni
Louise Narboni, née en 1978, est une réalisatrice et monteuse française.

## Biographie
Fille du critique de cinéma Jean Narboni, Louise Narboni a suivi des études de cinéma et de chant lyrique. Elle a travaillé ensuite comme monteuse, avec Jean-Paul Civeyrac, et réalisatrice de films musicaux et de captations de concerts. Elle a également réalisé plusieurs téléfilms.
Son premier long métrage, Chanson triste, s'intéresse à « la question de la crise migratoire » à travers la rencontre entre une chanteuse lyrique et un exilé afghan,.

## Filmographie

### Réalisatrice
- 1999 : Tout abus sera puni (court métrage)
- 2006 : Une invitation à la mélodie française (court métrage)
- 2010 : Peter Pan, ou le petit garçon qui haïssait les mères (téléfilm)
- 2011 : Chat perché, opéra rural (téléfilm)
- 2013 : Après un rêve (court métrage)
- 2013 : Les Contes d'Hoffmann/The Tales of Hoffmann (téléfilm)
- 2014 : Let's Dance an Opera (court métrage)
- 2015 : En présence des clowns (court métrage)
- 2016 : Happy We (court métrage)
- 2017 : Ce que je m'ai souvenu (court métrage)
- 2019 : Les Grands Fantômes (court métrage, coréalisateur : Yoann Bourgeois)
- 2020 : Chanson triste
- 2023 : Agathe, Solange et moi

### Monteuse
- 2008 : Malika s'est envolée de Jean-Paul Civeyrac (court métrage)
- 2010 : Des filles en noir de Jean-Paul Civeyrac
- 2014 : Mon amie Victoria de Jean-Paul Civeyrac
- 2018 : Mes provinciales de Jean-Paul Civeyrac
- 2019 : À quatre ou rien de Chloé Perlemuter (court métrage)